# Футляр

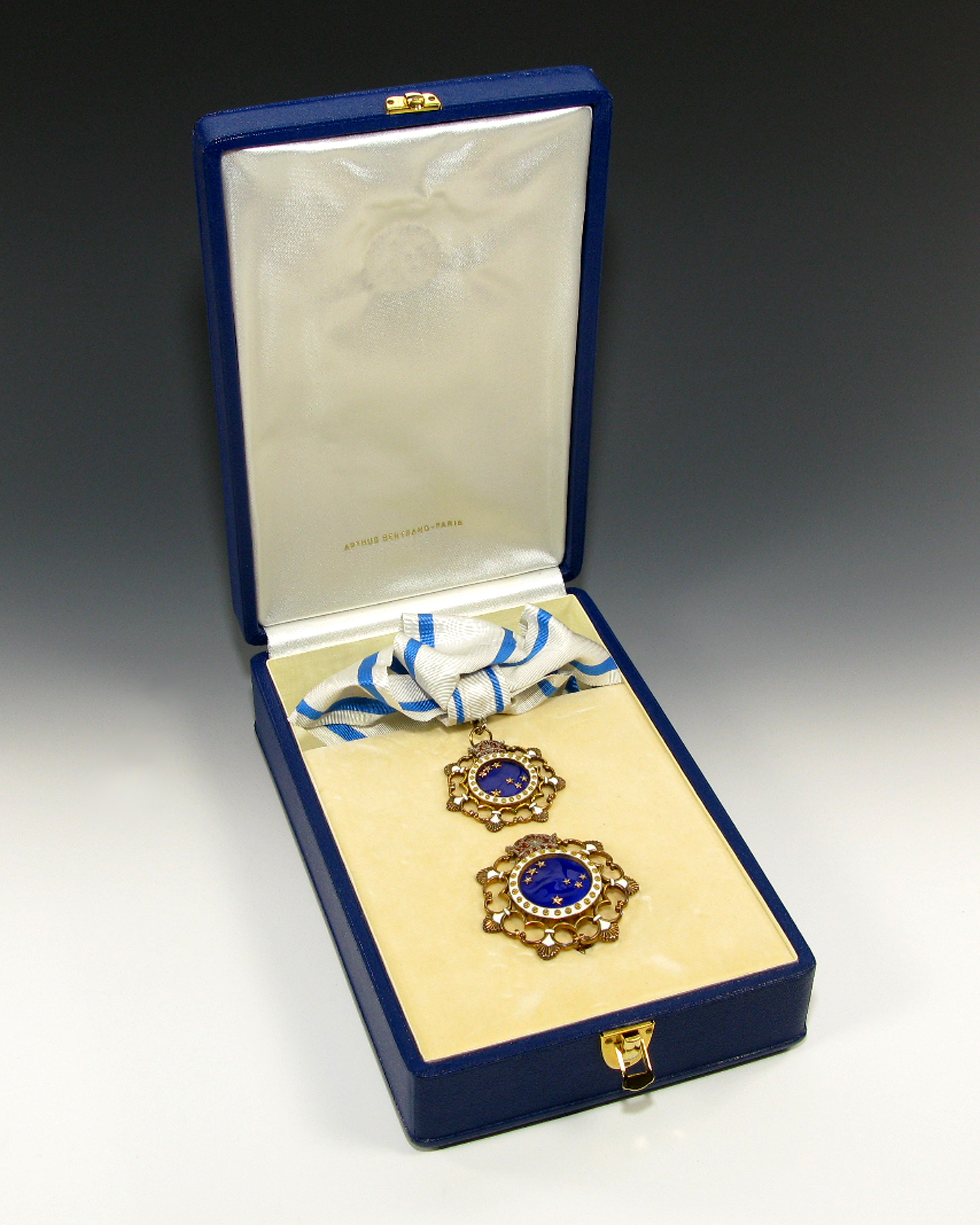
Футляр для медалі.

Футля́р (від нім. Futteral) — коробка, ящик або чохол, куди кладуть певну річ для зберігання, захисту її від механічного пошкодження, запилення тощо. Аксесуар. Залежно від призначення, існують футляри для окулярів, прикрас, монет, перових ручок, ключів (див. ключниця), фотоапаратів або манікюрних наборів. Футляри виготовляються з металу, пластику, шкіри, штучної шкіри або текстилю. Усередині футляр, зазвичай, оббитий м'яким матеріалом — замшею, велюром, шовком або шкірою. Для чіткої орієнтації збереженого предмета може бути використаний чіткий ложемент.